# Comté de Viljandi
Le comté de Viljandi (en estonien : Viljandi maakond) est l'un des quinze comtés d'Estonie. Il a pour chef-lieu la ville de Viljandi.

## Géographie
Le comté s'étend sur 3 422,49 km2 dans le sud du pays et est limitrophe des comtés de Valga au sud-est, Tartu à l'est, Jõgeva au nord-est, Järva au nord et Pärnu à l'ouest. Il est également bordé par la frontière avec la Lettonie au sud.
Le comté de Viljandi est constitué en grande partie des collines de Sakala (et) dont le plus haut sommet, le mont Härjassaare, est également le point culminant du comté.
Le comte comprend aussi des zones les plus fertiles d'Estonie et le lac Õisu.
Le comté est la zone centrale de l'ancienne province de Sakala.
Le parc national de Soomaa est situé en partie dans le comté de Viljandi.

## Population

### Évolution  démographique
| 2018   | 2019   | 2020   | 2021   |
| ------ | ------ | ------ | ------ |
| 46 782 | 46 371 | 46 161 | 45 877 |

| 2022   | 2023   | - | - |
| ------ | ------ | - | - |
| 45 411 | 45 637 | - | - |

### Composition ethnique
Le 1er janvier 2018, la population s'élevait à 46 782 habitants dont 94,2 % d'Estoniens et 3,5 % de Russes.

## Subdivisions administratives

### Depuis 2017
Depuis la réorganisation administrative d'octobre 2017, le comté comprend une commune urbaine et trois communes rurales.
| Rang | Municipalité | Type    | Population (2018) | Superficie km2 | Densité | Carte |
| ---- | ------------ | ------- | ----------------- | -------------- | ------- | ----- |
| 1    | Mulgi        | Rurale  | 7 652             | 881            | 8.7     |       |
| 2    | Põhja-Sakala | Rurale  | 8,203             | 1 153          | 7.1     |       |
| 3    | Viljandi     | Rurale  | 13 950            | 1 374          | 10.2    |       |
| 4    | Viljandi     | Urbaine | 17 758            | 15             | 1 183.9 |       |

### Avant 2017

Les anciennes communes du comté de Viljandi.

Le comté était subdivisé en trois villes et treize communes rurales avant 2013, date à laquelle les quatre anciennes communes de Paistu, Pärsti, Saarepeedi et Viiratsi fusionnent pour former celle de Viljandi.
Villes (linn)
- Mõisaküla
- Viljandi
- Võhma

Communes rurales (vallad)
- Abja
- Halliste
- Karksi
- Kolga-Jaani
- Kõo
- Kõpu
- Suure-Jani
- Tarvastu
- Viljandi

## Galerie

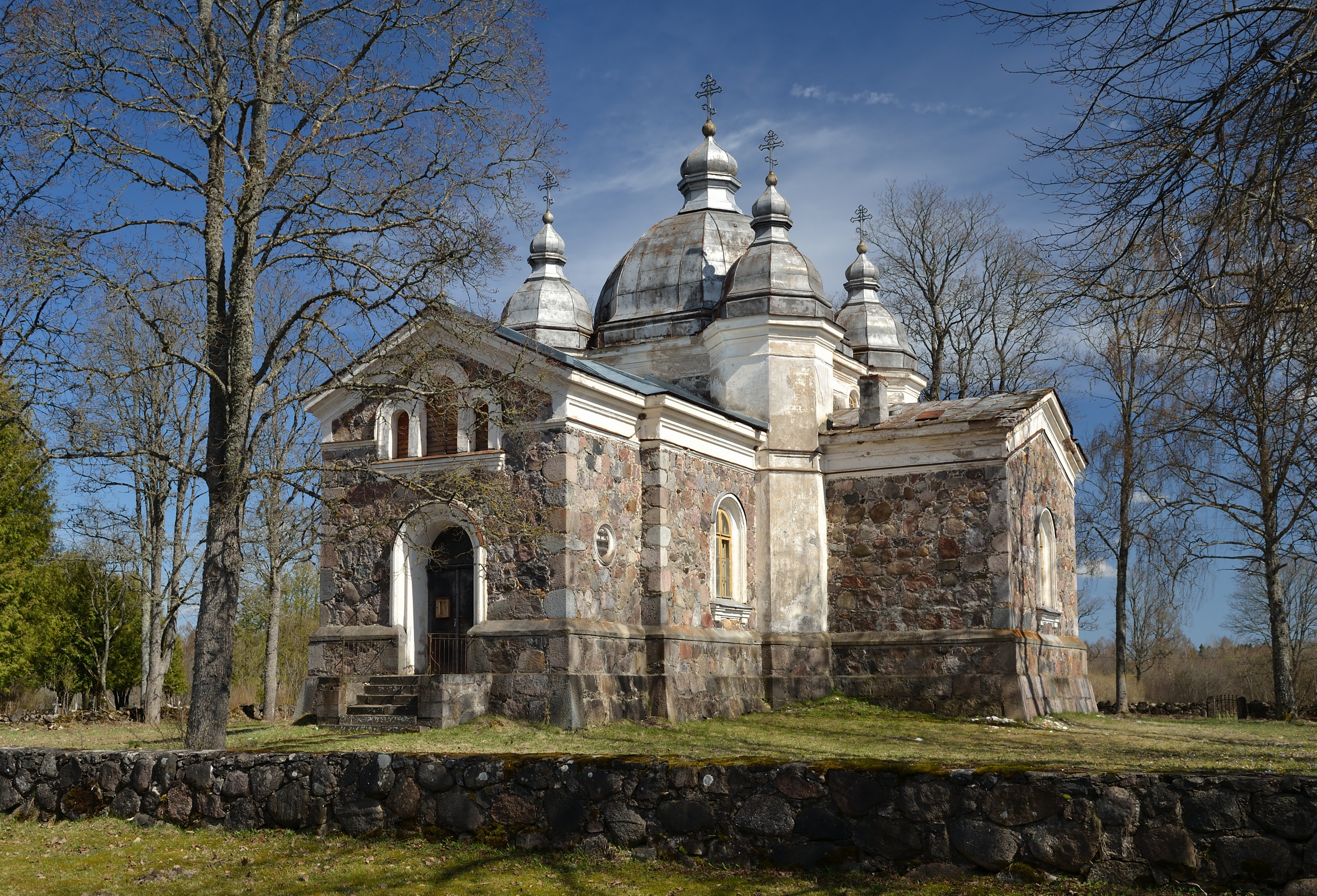
Église de Arussaare.
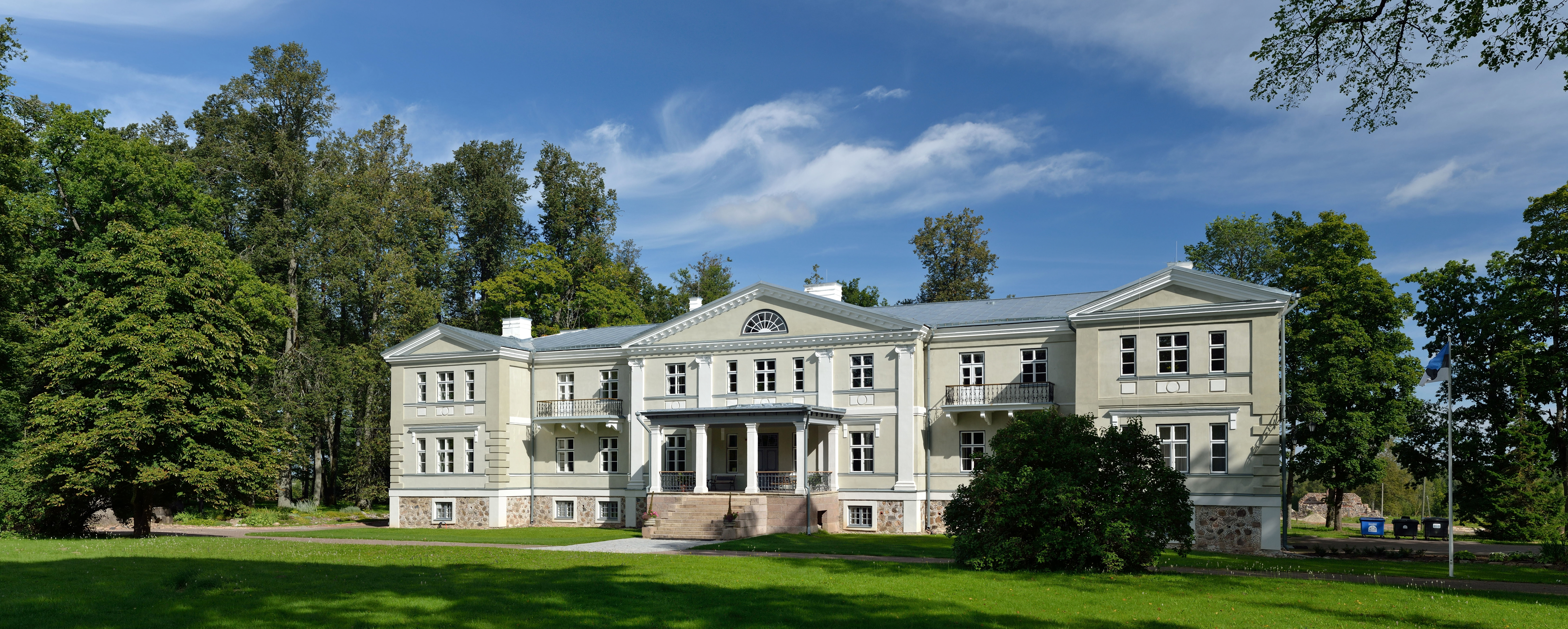
Manoir de Suure-Kõpu.
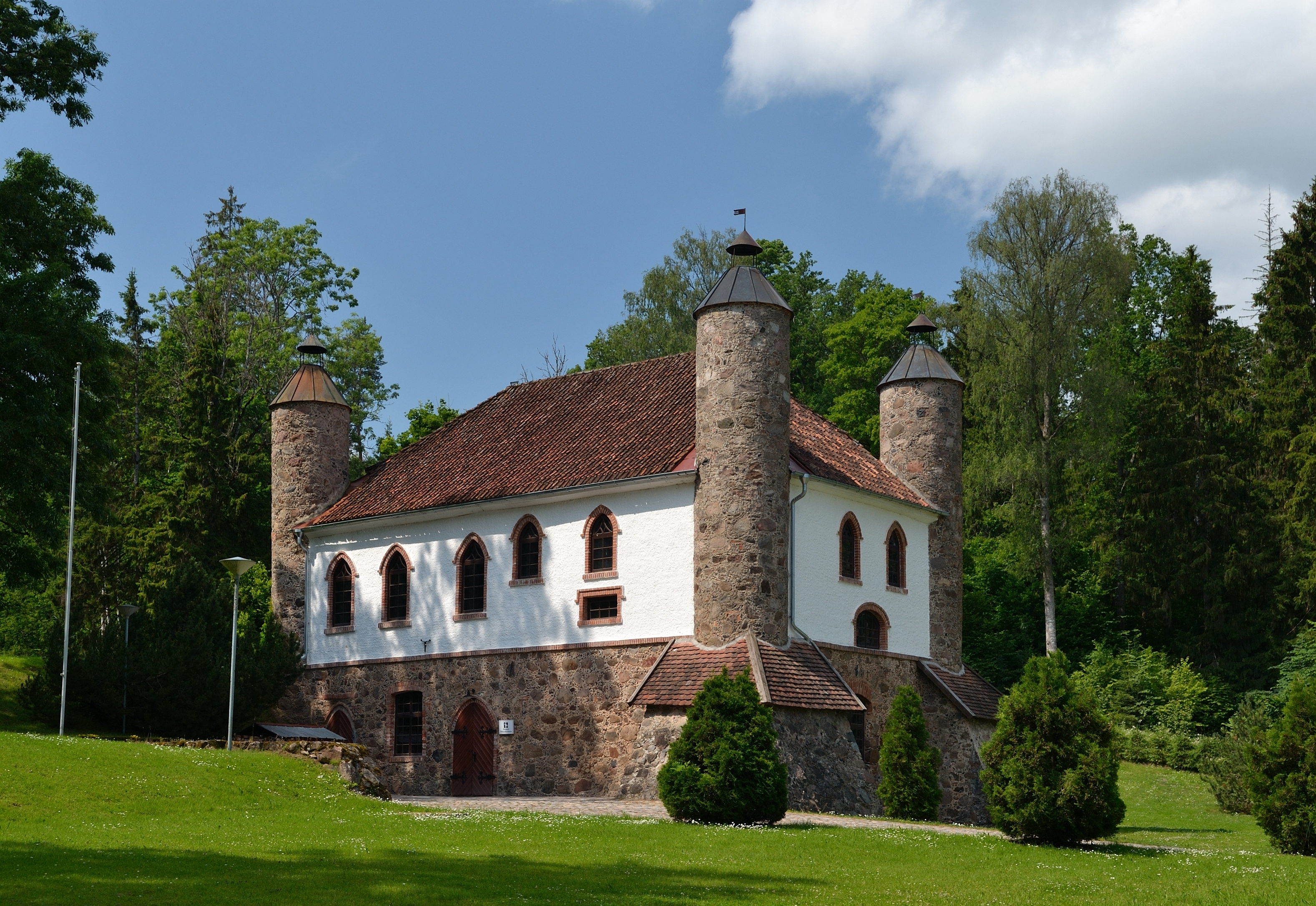
Manoir de Heimtali.

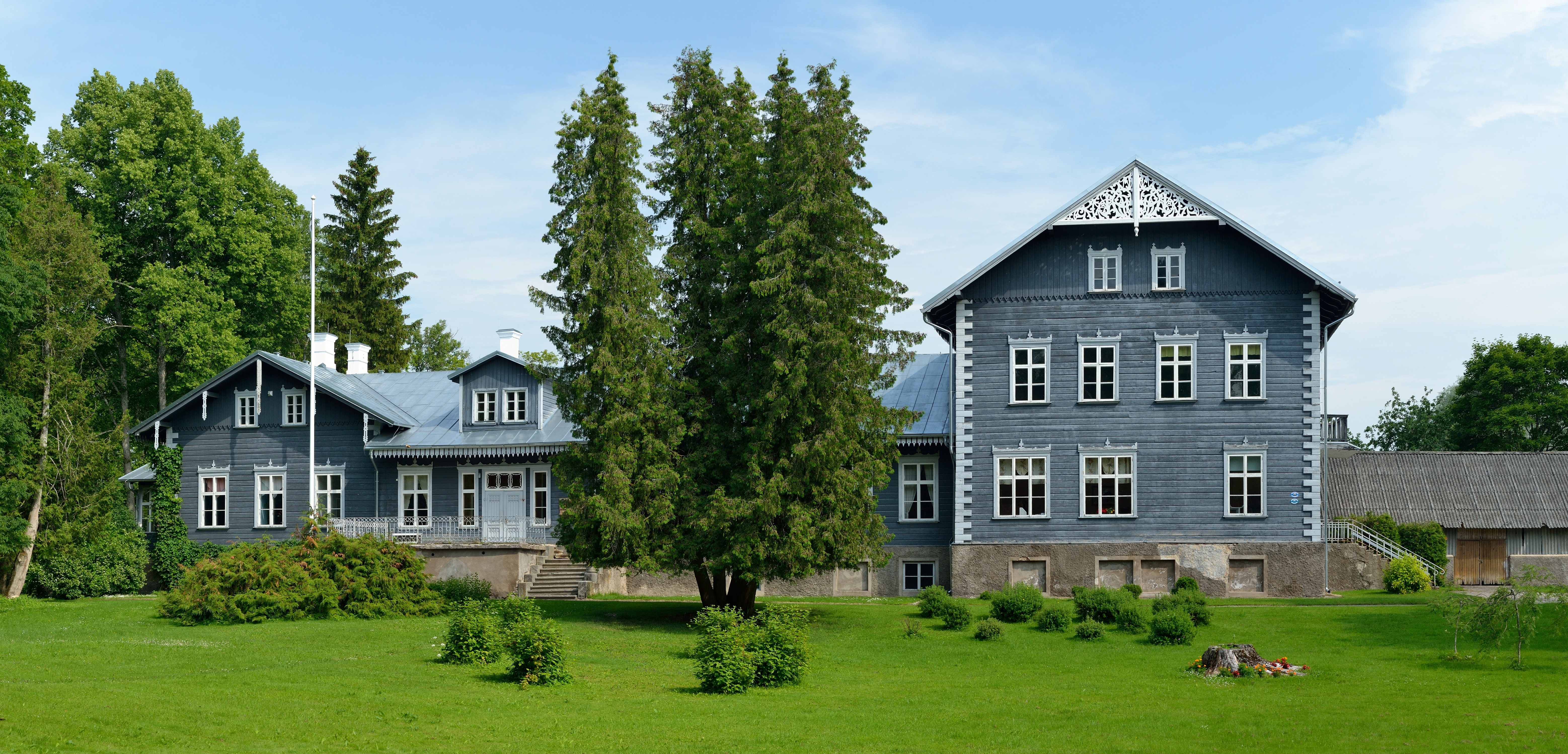
Manoir de Pärsti.
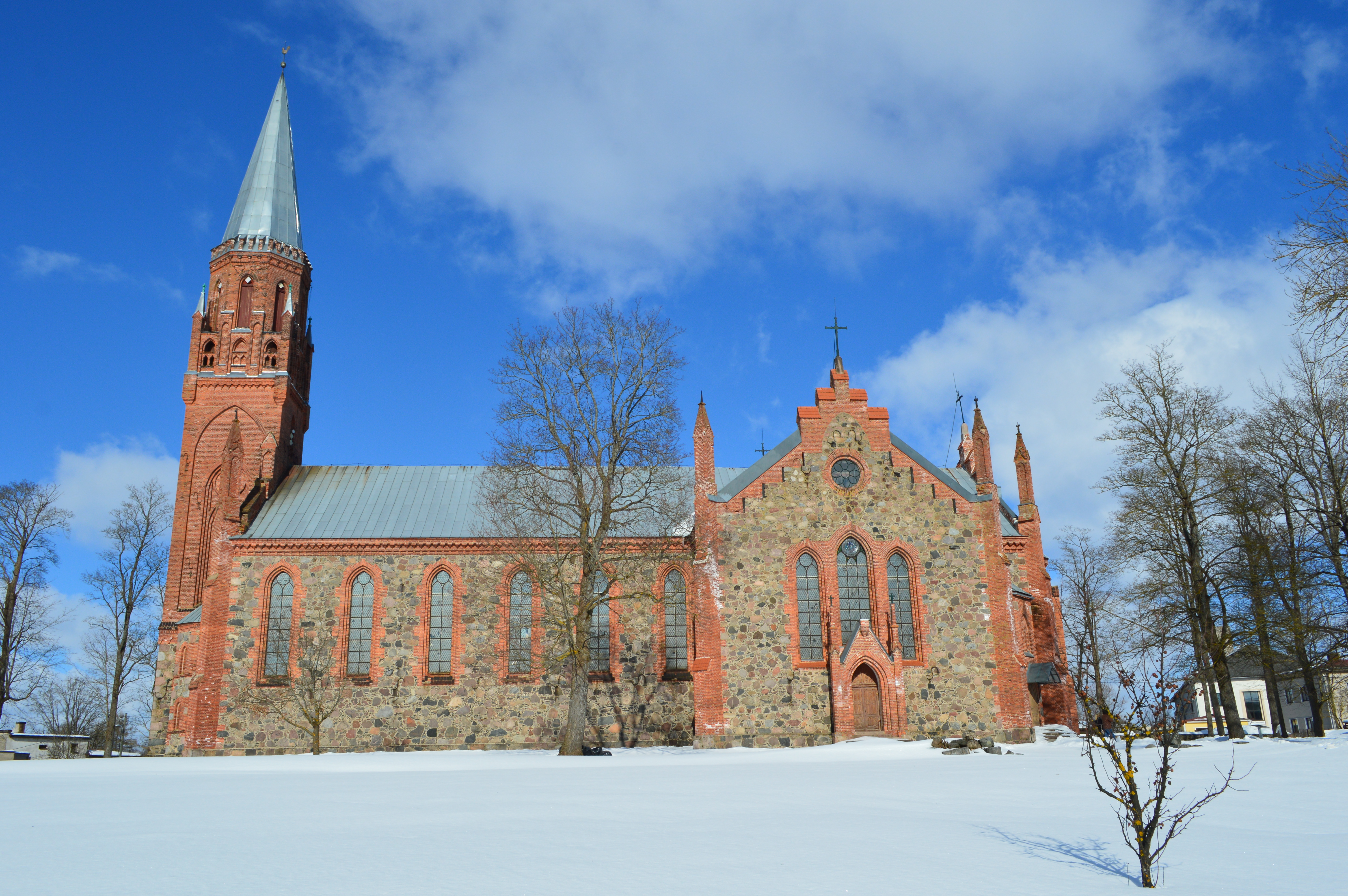
Église Saint-Paul de Viljandi.
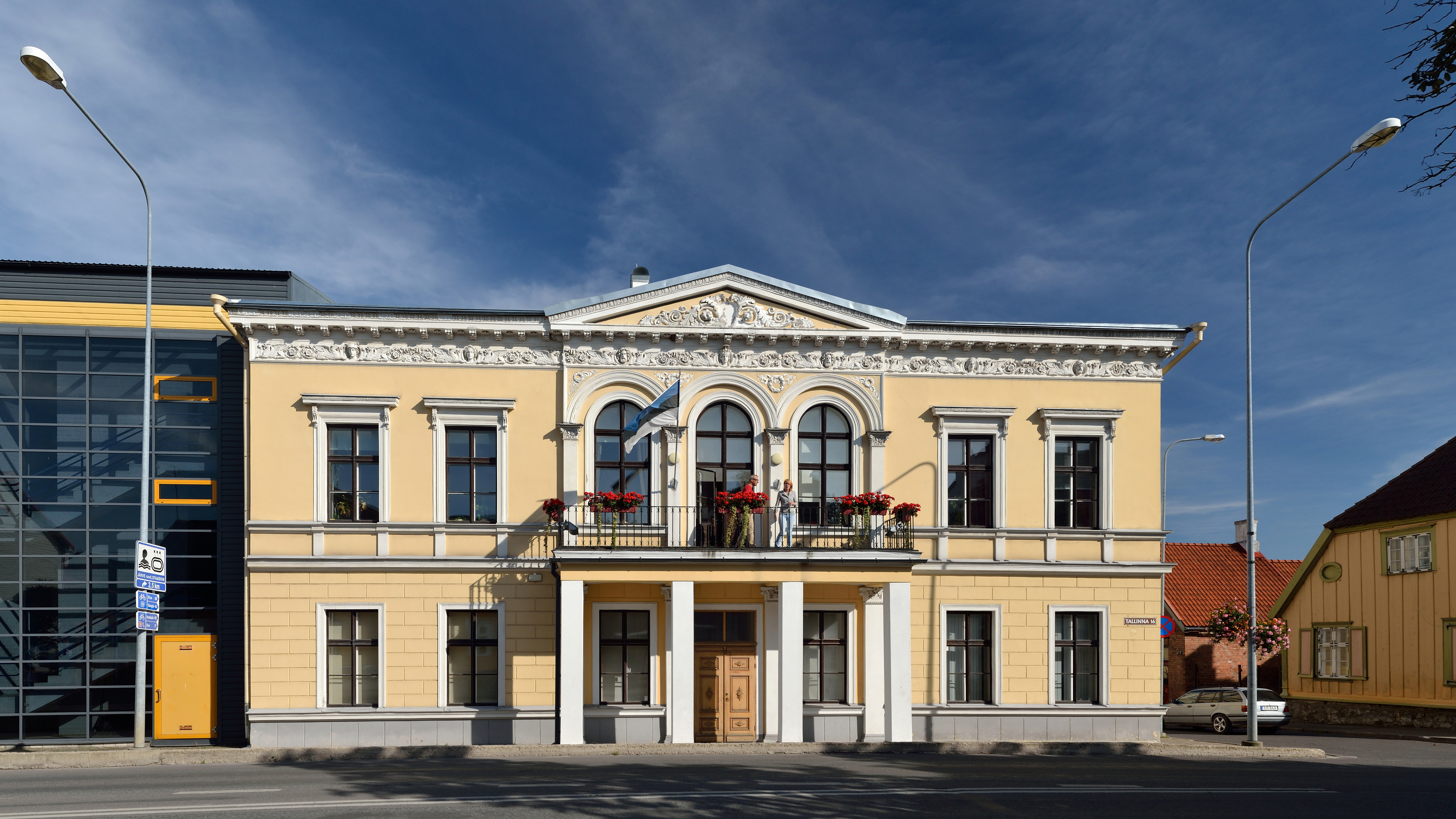
Tallinna tn 16.